# Алагоана-ду-Сертан-ду-Сан-Франсіску (мікрорегіон)

Алагоана-ду-Сертан-ду-Сан-Франсіску на карті штату Алагоас

Алагоана-ду-Сертан-ду-Сан-Франсіску (порт. Microrregião da Alagoana do Sertão do São Francisco) — мікрорегіон в Бразилії, входить в штат Алагоас. Складова частина мезорегіону Сертан штату Алагоас.

## Склад мікрорегіону
До складу мікрорегіону включені наступні муніципалітети:
1. Делміру-Говея
2. Олью-д'Агуа-ду-Казаду
3. Піраньяс

| Бразилія | Це незавершена стаття з географії Бразилії. Ви можете допомогти проєкту, виправивши або дописавши її. |